# Monte Matebian
El Monte Matebian (en tetun: Foho-Matebian y también conocido como Mata Bia, Maté Bian, Gunung Boica, Gunung Mata Bia, Gunung Matabai, Meme Malabia, Malobu y Gunung Matebeanfeto) que significa montaña de las almas, es una montaña del país asiático de Timor Oriental, que con 2316 m de altitud y 2022 m de prominencia topográfica, también aparece registrado con 2372 m de altitud.
La montaña es considerada sagrada, por algunos timorenses que ven en ella la residencia de espíritus de sus ancestros.
Las fuerzas japonesas, que ocuparon Timor durante la Segunda Guerra Mundial, crearon un vasto sistema de cavernas y túneles en el área para sus campamentos y arsenales, y mataron muchas personas. Los indonesios hicieron lo mismo: la montaña y sus alrededores fueron el último gran centro de resistencia del FALINTIL (como base de apoyo). Después de la invasión de indonesia, en 1975, cerca de 20000 timorenses se refugiaron en el Matebian.